# Grewia milleri
Grewia milleri é uma espécie de angiospérmica da família Tiliaceae.
Apenas pode ser encontrada no Iémen.
Os seus habitats naturais são: áreas rochosas.